# Havas Sándor (államtitkár)

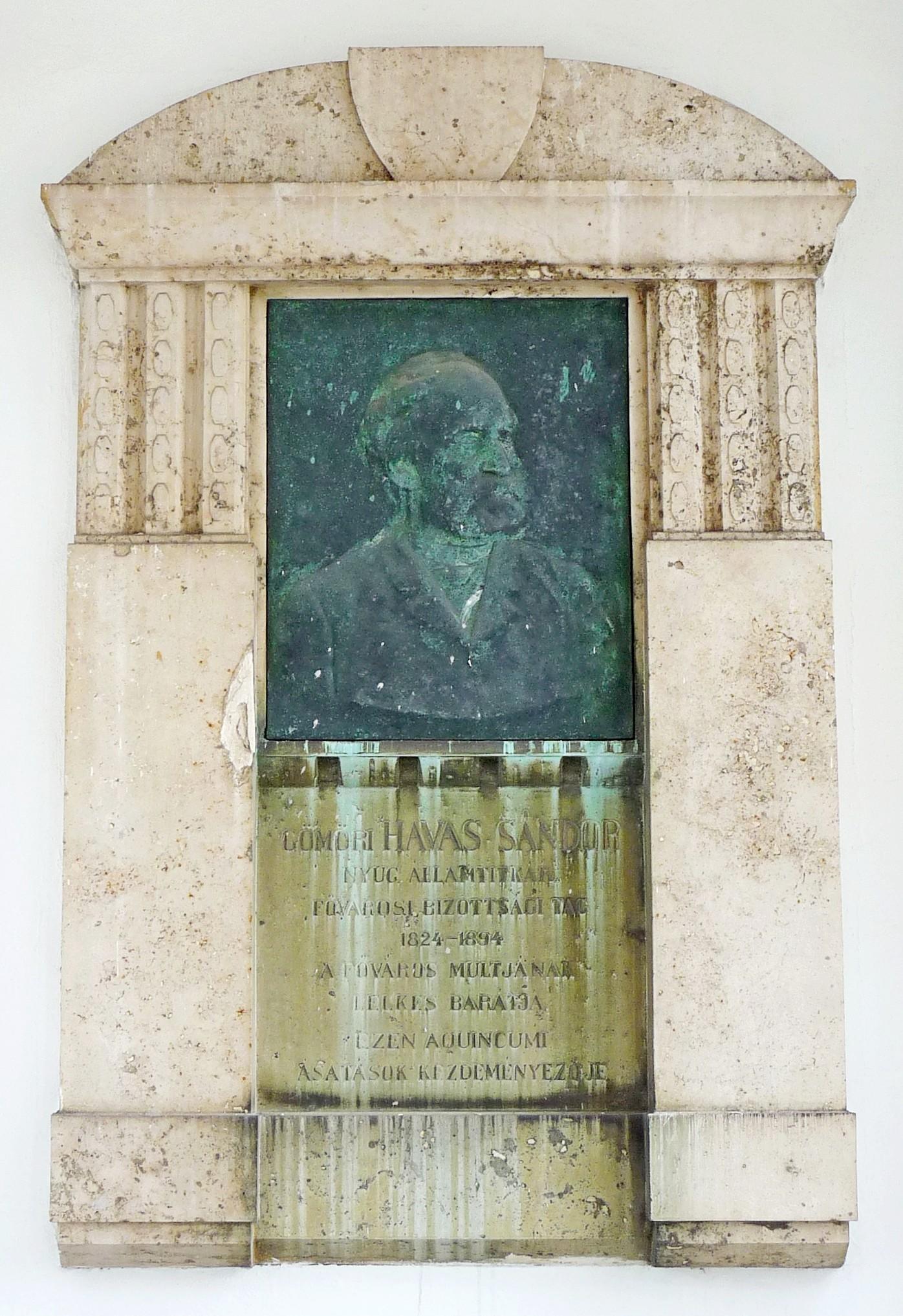
Gömöri Havas Sándor (1822–1894) magyar ügyvéd, régész és politikus, az aquincumi ásatások kezdeményezőjének emléktáblája az Aquincumi Múzeum régi főépületének falán. A bronz dombormű Tóth István szobrászművész alkotása (1911). (Budapest III. ker., Szentendrei út 135-139.)

Gömöri Havas Sándor (Felsőmicsinye, Zólyom megye, 1822. május 5. – Budapest, 1894. november 2.) a magyar királyi kereskedelmi minisztérium államtitkára, Borsod vármegye megyefőnöke, régész, ügyvéd.

## Élete
Tanult Egerben és Pesten, ahol ügyvédi oklevelet nyert. 1844-ben lépett a hivatalos pályára, amikor Pest városa megválasztotta tiszteletbeli aljegyzőnek.
1845-től mint titkár Vay Miklós báró, a helytartótanács alelnöke mellett dolgozott. 1848-ban Széchenyi István minisztériumában osztálytanácsos lett.
A szabadságharcban mint önkéntes harcolt a szerbek és Simonics ellen; ezért haditörvényszék elé állították, de felmentették. 
1851-ben Békés és Csanád megyék titkára, majd Püspökladányban szolgabíró s később Szabolcs és Bihar megyék első megyei biztosa s Borsod megyében megyefőnök volt. Ezen időben azzal szerzett magának érdemeket, hogy a református egyházi gyűlést, minden tilalom és üldözés ellenére, lehetővé tette.
Innét a helytartótanácshoz osztották be, ahol 1862-ben valóságos osztálytanácsos, az alkotmányos érában pedig a belügyminisztériumban osztálytanácsos lett; később ugyanazon minőségben a honvédelmi minisztériumba helyezték át. Ezen időben merült fel, hogy a hadsereg élelmezését és felszerelését tőkepénzesek konzorciumának adják ki; Havas mint a minisztérium kiküldötte, Bécsben ezen tervet meghiúsította.
Később a kereskedelmi minisztériumban lett államtitkár, és 1875. április 4-én innen nyugdíjazták. A Budapest városi erdészeti és kültelki bizottmány elnöke és az egyetemen a közigazgatási jog magántanára volt.
Az ő indítványára történtek az aquincumi ásatások. A kiküldött bizottság elnöke, a kivitelezés végrehajtója volt. Ezenkívül a Mátyás-templom építési bizottság elnöke és a képzőművészeti társulat alapító és igazgatósági tagja is volt. A budai hegyek szépítése és különösen az útvonalak megállapítása körül nagy érdemeket szerzett.
Sokat foglalkozott a magyar őstörténettel, különösen az avarok és szlávok korára vonatkozólag.
Elhunyt 1894. november 2-án, a budapest-vízivárosi temetőben helyezték örök nyugalomra 1894. november 3-án.

## Írásai
Cikkei a Vadász- és Versenylapban (1858. Vidravadászat, Vidravadászat a Sárréten, 1861. 1-7. sz. Vadászrajzok, 1863. Vadászrajz a budai hegyekből, 1868. Vadászrajz a pilisi hegyekből, Vadászrajzok a mohácsi Margita szigetből), az Erd. és Gazd. Lapokban (1867. A fanyest), az Archaeologiai Értesítőben (Uj F. II. 1882-83. Az ó-budai hajdan a bold. szüz Máriáról nevezett Fehéregyház és Árpád sírja, Jelentés a krisztinavárosi római sírról, V. 1885. Az ó-budai hajdani Fehéregyháza holfekvéséről, VI. 1886. Az ó-budai hajdani Fehéregyház keresésére irányzott legújabb ásatások eredménye, János festő sírköve, VII. 1887. A budai vár falai és bástyáinak leásatása, VIII. 1888. A fővárosi régészeti ásatások és Salamon Ferencz, IX. 1889. Ujabb leletek és helyrajzi adatok Aquincumból), a Budapesti Szemlében (LVII. LVIII. 1889. Palacky Ferencz és a magyarok.)

## Művei
- A képzőművészet Magyarországon. Pest. 1868.
- A szent korona országainak állam-szervezete és közigazgatása. Bécs. 1869. (Statistikai Előadások VII.)
- Quelques mots sur la statistique militaire. Memoire redigé en vue du IXème congres international de statistique. Budapest, 1874.
- Budapest régiségei. A főváros területén talált műemlékek és történelmi nevezetességű helyek leírása. A fővárosi közgyűlés 1889. évi 506. sz. határozata alapján szakférfiak közreműködésével. Budapest, 1891-93. (III. kötet. Budapest multja és a királyi várlak Ó-Budán. IV. k. Visszapillantás az 1889-92. évek eredményeire, A főváros budai részének topographiája.)

Szerkesztette a Pulszky Ferencz Albumát (Bpest, 1885. Többek közreműködésével.)